# Gorączka Q
Gorączka Q – bakteryjna, zakaźna choroba owiec i bydła. Jej czynnik etiologiczny jest też zaraźliwy dla człowieka – gorączka Q jest zoonozą. Wywołują ją gram ujemne pałeczki należące do rodzaju Coxiella, a należące do rodziny Legionellaceae. 
Materiał do badań laboratoryjnych: łożysko, wody płodowe, tkanki płodu, mleko, śluzówka pochwy, wymazy z pochwy i szyjki macicy, odchody.

## Gorączka Q u zwierząt
Zakażenie gorączką Q u zwierząt przenoszone jest głównie przez kleszcze będące nosicielami choroby po spożyciu krwi innego chorego zwierzęcia. Możliwe jest także przenoszenie choroby pomiędzy zwierzętami drogą oddechową, pokarmową bądź przekazanie jej potomstwu przez samicę. Przebiega najczęściej bezobjawowo, z związku z czym zwierzęta mogą pozostać wieloletnimi utajonymi nosicielami. U przeżuwaczy, bakterie z rodzaju Coxiella gromadzą się w gruczołach mlekowych, węzłach chłonnych, a także w łożysku u ciężarnych samic. Początkowe objawy to zazwyczaj utrzymujące się kilka dni podwyższenie temperatury ciała, stan zapalny gałek ocznych z wyciekiem surowiczo-śluzowym z worka spojówkowego i nosa. W okresie ciąży obserwowane jest nasilenie się objawów, w wielu przypadkach dochodzi do przedwczesnych porodów bądź poronień. W przypadku nasilenia choroby, może wystąpić zapalenie płuc, wymienia oraz stawów. 

## Gorączka Q u ludzi

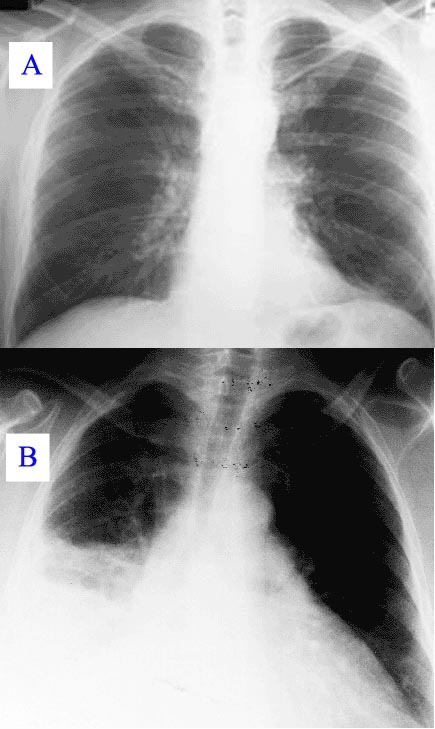
Na górze: prawidłowy radiogram klatki piersiowej; na dole: zapalenie płuc w przebiegu gorączki Q

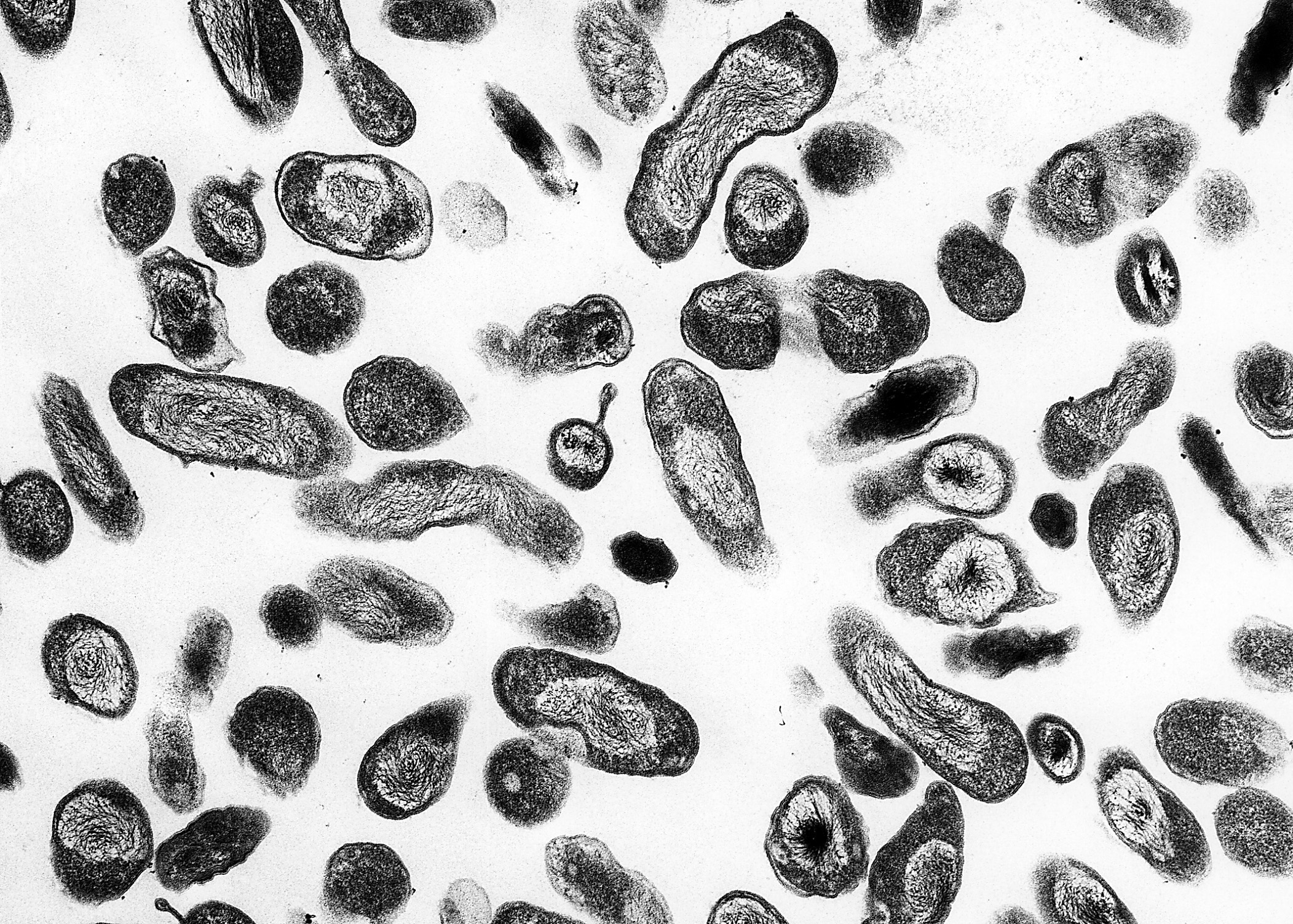
C. burnetii, czynnik sprawczy gorączki Q

Gorączka Q jako zoonoza jest wywoływana przez gram-ujemne Coxiella burnetii i w 60% przypadków jej przebieg jest bezobjawowy. Rezerwuar dla bakterii stanowią: bydło, owce, kozy, psy i inne zwierzęta domowe. Zarażenie występuje najczęściej przez wdychanie aerozoli zawierających skażone cząstki kału, moczu lub mleka zwierząt (drobnoustrój jest również rzadko przenoszony na człowieka przez kleszcze czy poprzez kontakt z chorym). Grupy zawodowo narażone: hodowcy bydła, owiec, kóz, personel weterynaryjny i laboratoriów mikrobiologicznych, pracownicy rzeźni, mleczarni, przetwórni mięsa, pracownicy garbarni, handel skórami. Czas inkubacji wynosi 9–40 dni. Gorączka Q jest uważana za jedną z najbardziej zakaźnych chorób na świecie, ponieważ do wywołania infekcji u osób podatnych może wystarczyć tylko jedna bakteria.

### Rozpoznanie
RTG klatki piersiowej, konsultacja kardiologiczna (stwierdzenie zapalenia wsierdzia), testy serologiczne OWD i aglutynacyjny- stwierdzenie po 2-krotnym badaniu wzrostu miana przeciwciał.

### Gorączka Q jako "kozia grypa"
Kozia grypa jest to nazwa potoczna nadana przez media zachorowaniom na gorączkę Q występującą od roku 2007 w Holandii. Gorączka Q w tym przypadku przenosi się bezpośrednio z kóz na ludzi. Z powodu choroby w Holandii Ministerstwo Rolnictwa zarządziło wybicie 20 tysięcy kóz i owiec (głównie w prowincji Brabancja Północna na południu kraju).
Liczba osób zarażonych gorączką Q (w Holandii)
- 2007 rok – 168[5]
- 2008 rok – 1000[5]
- 2009 rok – 2300 (sześć osób zmarło w wyniku choroby)[3]

Od początku 2009 roku rozpoczęto w Holandii kampanię szczepień oraz zdecydowano się na wybicie ponad 35.000 kóz.